# بني حسين (جحانة)

تعديل مصدري - تعديل

بني حسين هي إحدى قرى عزلة اليمانية السفلى بمديرية جحانة التابعة لمحافظة صنعاء، بلغ تعداد سكانها 228 نسمة حسب تعداد اليمن لعام 2004.